# Ivan Kozhokar
Ivan Kozhokar (en ucraniano: Іван Кожокар, 10 de enero de 2000) es un deportista ucraniano que compite en tiro con arco, en la modalidad de arco recurvo.
En los Juegos Europeos de Cracovia 2023 consiguió una medalla de plata en la prueba de equipo mixto. Ganó una medalla de plata en el Campeonato Europeo de Tiro con Arco al Aire Libre de 2021 y una medalla de oro en el Campeonato Europeo de Tiro con Arco en Sala de 2024.

## Palmarés internacional
| Juegos Europeos                  | Juegos Europeos    | Juegos Europeos  | Juegos Europeos |
| Año                              | Lugar              | Medalla          | Prueba          |
| -------------------------------- | ------------------ | ---------------- | --------------- |
| 2023                             | Cracovia (Polonia) | Medalla de plata | Equipo mixto    |
| Campeonato Europeo al Aire Libre |                    |                  |                 |
| Año                              | Lugar              | Medalla          | Prueba          |
| 2021                             | Antalya (Turquía)  | Medalla de plata | Equipo          |
| Campeonato Europeo en Sala       |                    |                  |                 |
| Año                              | Lugar              | Medalla          | Prueba          |
| 2024                             | Varaždin (Croacia) | Medalla de oro   | Equipo          |